# Mikhaïl Schwartz
Mikhaïl Pavlovitch Schwartz (Михаил Павлович Шварц), né le 19 février/3 mars 1826 dans le village de Tcherny Verkh, appartenant à l'ouïezd de Beliov dans le gouvernement de Toula et mort à Saint-Pétersbourg le 7/19 mars 1896, est un officier de l'Armée impériale russe qui fut l'un des combattants de Sinope contre les Turcs (1853) et un des défenseurs de Sébastopol pendant la Guerre de Crimée (1854-1855).

## Biographie
Mikhaïl Schwartz est éduqué au corps des cadets de la Marine de Saint-Pétersbourg dont il sort en 1841 avec le rang de garde-marine. Le 30 décembre 1842, il est nommé mitchman et le 3 avril 1849, lieutenant. Le lieutenant de vaisseau Schwartz se distingue au cours de la bataille de Sinope (18/30 novembre 1853) dont la rade est menacée par une escadre turque qui est finalement défaite ; en conséquence de sa bravoure, le lieutenant Schwartz, qui fait partie du 33e équipage de la flotte, sur le navire Tchesma, est décoré de l'ordre de Saint-Vladimir de 4e classe avec épées et ruban. Pendant le siège de Sébastopol (1854-1855), il commande une redoute fameuse sur le flanc gauche  de la première unité de la ligne de défense. Cette redoute se révèle comme l'un des points les plus dangereux des positions russes et porte le nom de son commandant. Le 6 décembre 1854, Schwartz reçoit pour cela l'ordre impérial et militaire de Saint-Georges de 4e classe « en récompense des faits d'armes distingués face aux bombardements de la ville de Sébastopol en 1854 par les troupes et la flotte anglo-française. »
Après que le 7 juin 1855, Schwartz est blessé à la tête par un fragment de bombe explosive, il est récompensé de l'insigne de sabre d'or avec l'inscription « pour bravoure ». À la fin de la guerre, il commande divers navires de la flotte de la Baltique, comme le cuirassé à deux tourelles Roussalka. Le 8 septembre 1859, il est promu lieutenant-capitaine. En 1862, il reçoit l'ordre de Saint-Stanislas de 2e classe avec couronne ; en 1864, l'ordre de Sainte-Anne de 2e classe avec couronne et épées ; et au début de 1866, il est élevé au grade de capitaine de 2e rang. Le 11 mars 1869, Schwartz devient capitaine de 1er rang. En 1870, il commande le cuirassé Pervenets. En 1872-1875, il commande la frégate cuirassée Petropavlovsk. En 1879, le royaume des Pays-Bas lui confère l'ordre militaire de Guillaume et la Grèce, l'ordre du Sauveur. 
Mikhaïl Schwartz devient contre-amiral le 28 mars 1882 et en 1883-1884, il commande un détachement d'entraînement d'artillerie de la flotte de la mer Baltique. par la suite, il commande le 2e équipage de la flotte et à partir du 17 juin 1885 il est commandant de la forteresse maritime de Kronstadt.  
Il rend l'âme à Saint-Pétersbourg le 7/19 mars 1896 au rang de contre-amiral. Il est inhumé au cimetière orthodoxe de Notre-Dame-de-Smolensk de Saint-Pétersbourg. Son tombeau a disparu dans la tourmente de la première moitié du XXe siècle.